# キャスナー・モーターレーシング・ディヴィジョン

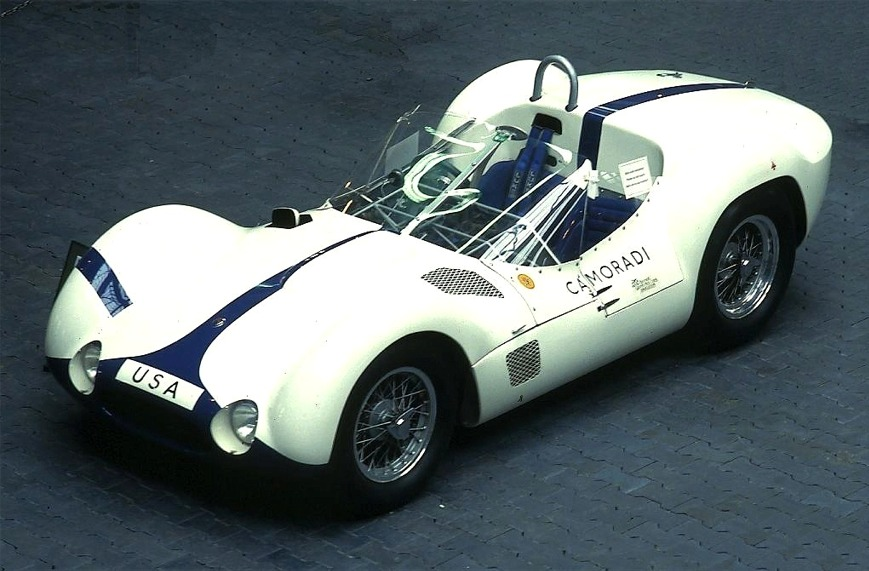
Camoradi バードケージ

キャスナー・モーターレーシング・ディヴィジョン(Casner Motor Racing Division、キャスナー自動車競技部門 )は同時に America Camoradi (casner motor racing division), Camoradi USAまたは Camoradi インターナショナルとしても知られる。1960年代にマセラッティ・バードケージやポルシェやF1でクーパーで活躍したレースチームである。
1960年、ロイド・キャスナーによって設立された。ル・マン24時間レースに出場した。Camoradi チームは1960年、ニュルブルクリンク1000kmに出場したが、燃料管の破損により棄権した。ル・マン24時間レースで優勝したのは1961年である。Camoradiは同時に一人乗りのティーポ 63 (より強力で高速)で参戦したが問題が発生した。